# اخترشناسی کهکشانی

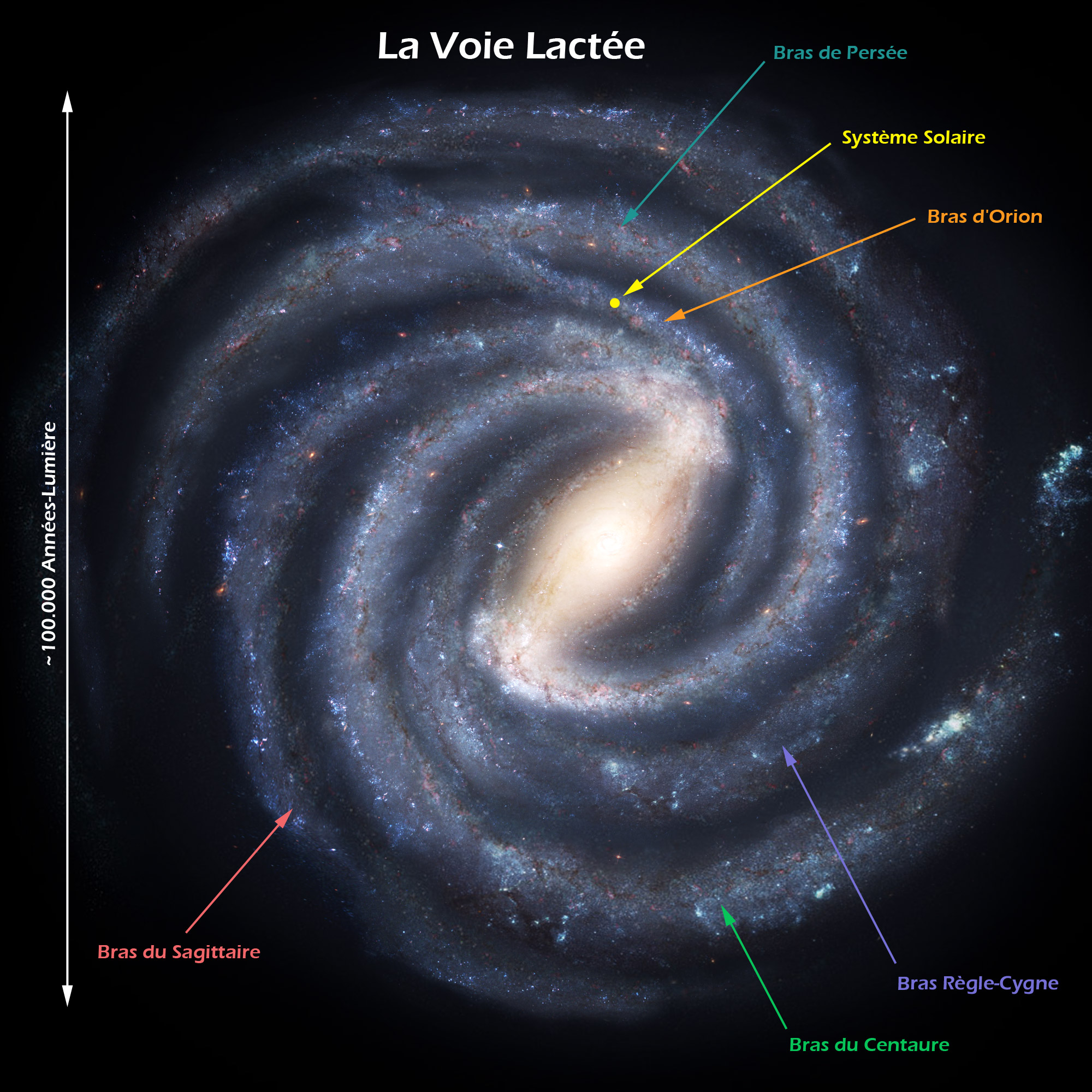
کهکشان راه شیری

اخترشناسی کهکشانی دانش بررسی کهکشان راه شیری و همه اجرام درون آن است. بر خلاف این دانش، اخترشناسی فراکهکشانی به بررسی آنچه در بیرون کهکشان ما قرار دارد می‌پردازد.
اخترشناسی کهکشانی، ستاره‌شناسی کهکشانی مطالعه کهکشان راه شیری و تمام محتویات آن است که در مقایسه با اخترشناسی فراکهکشانی است که مطالعه همه چیز خارج از کهکشان ما از جمله تمام کهکشانی دیگر است قرار دارد. اخترشناسی کهکشانی نباید با شکل‌گیری و تکامل کهکشانی، که مطالعه عمومی کهکشان‌ها، شکل‌گیری آن‌ها، ساختار، اجزا، برهمکنش‌ها، تعامل و دامنه اشکال آن‌ها است، اشتباه گرفته شود.
کهکشان راه شیری، که منظومه شمسی به آن تعلق دارد، در بسیاری از روش‌ها بهترین کهکشان مورد مطالعه قرار گرفته‌است، اگر چه بخش‌های مهم آن از دید بشر در طول‌موج‌های مرئی از غبار کیهانی پنهان می‌شوند. توسعه ستاره‌شناسی رادیویی، ستاره‌شناسی فروسرخ و اخترشناسی زیرمیلی‌متری در قرن بیستم، اجازه داد تا از گاز و گرد و غبار راه شیری برای اولین بار نقشه‌برداری شود.

## زیر بخش‌ها
یک مجموعه استاندارد از شاخه‌ها توسط مجلات نجومی استفاده می‌شود تا موضوع اخترشناسی کهکشانی را از هم جدا کند.
1. abundances – مطالعه محل عناصر سنگین‌تر از هلیم
2. bulge – مطالعه برآمدگی در اطراف مرکز کهکشان راه شیری
3. مرکز کهکشانی – مطالعه منطقه مرکزی کهکشان راه شیری
4. disk – بررسی ضخامت راه شیری (صفحه‌ای که بیشتر اشیا کهکشانی در آن قرار دارند)
5. شکل‌گیری و تکامل کهکشان‌ها – تکامل کهکشان راه شیری
6. شکل‌گیری - تشکیل کهکشان راه شیری
7. فهرست خوشه‌های ستاره‌ای کروی
8. هاله ماده تاریک –
9. هسته کهکشانی فعال
10. فهرست ستارگان نزدیک
11. فهرست‌های ستارگان
12. شکل‌گیری و تکامل کهکشان‌ها